# Lodovica Comello
Lodovica Comello (* 13. dubna 1990 San Daniele del Friuli) je italská herečka, zpěvačka a tanečnice. Nejvíce známa ze seriálu Violetta, kde hrála postavu Francescy.

## Život a kariéra
Lodo Comello měla vášeň pro umění již od útlého věku, chodila na hodiny tance, herectví a hry na kytaru. Zúčastnila se turné Patito Feo Tour Il Mondo di Patty v Itálii a Španělsku a zpívala doprovodné vokály na turné Brendy Asnicar. Momentálně žije v Buenos Aires i v Itálii kvůli natáčení seriálu Violetta. Comello mluví plynně italsky, španělsky i anglicky. Má starší sestru Ilarii.
Od roku 2015 je vdaná za Tomase Goldschmidta. Její nejlepší kamarádka ze seriálu Violetta je Alba Rico Navarro.
31. října 2019 oznámila přes instagram, že s manželem čekají miminko. O 14 dní později oznámila, že čeká syna.
Dne 16. března 2020 se jí narodil syn Teo.

## Filmografie
| Rok         | Název               | Role                    | Poznámky                        |
| ----------- | ------------------- | ----------------------- | ------------------------------- |
| 2012–2015   | Violetta            | Francesca               | Disney Channel Latinská Amerika |
| 2016 - 2020 | Italia's Got Talent | Samu sebe (moderátorka) | Itálie                          |
| 2016        | Bohatství chudých   | Valentina               | Itálie                          |
| 2017        | Bohatství chudých 2 | Valentina               | Itálie                          |
| 2022        | Tipi da crociera    | Alice                   | Itálie                          |

## Diskografie

### Studiová alba
| Rok  | Detaily alba                                                                                                |
| ---- | --- |
| 2013 | Universo - Zveřejněno: 19. listopadu 2013 - Nakladatelství: Sony/BMG Italia - Formáty: CD, digital download |
| 2015 | Mariposa - Zveřejněno: 3. února 2015 - Nakladatelství: Sony/BMG Italia - Formáty: CD, digital download      |
| 2017 | bude oznámeno                                                                                               |

#### Písně
| Rok  | Píseň                                   | Album                                      |
| ---- | --------------------------------------- | ------------------------------------------ |
| 2013 | "Universo"                              | Universo                                   |
| 2014 | "Otro día más"                          | Universo                                   |
| 2014 | "I Only Want to Be with You"            | Universo                                   |
| 2015 | "Todo el resto no cuenta"               | Mariposa                                   |
| 2015 | "Sin usar palabras" (ft. Abraham Mateo) | Mariposa                                   |
| 2016 | "Non cadiamo mai"                       |                                            |
| 2017 | "Il cielo non mi basta"                 | Soutěžní píseň z italské festivalu Sanremo |
| 2017 | "50 Shades of Colours"                  | bude oznámeno                              |

### Soundtracky
| Rok vydání | Název písně                | Album                |
| ---------- | -------------------------- | -------------------- |
| 2012       | "Algo suena en mi"         | Violetta             |
| 2012       | "Juntos somos más"         | Violetta             |
| 2012       | "Junto a ti"               | Violetta             |
| 2012       | "Veo veo"                  | Violetta             |
| 2012       | "Ven y canta"              | Violetta             |
| 2012       | "Ti credo"                 | Violetta             |
| 2012       | "Ser mejor"                | Cantar es lo que soy |
| 2012       | "Tienes el talento"        | Cantar es lo que soy |
| 2013       | "Código amistad"           | Hoy somos más        |
| 2013       | "Euforia"                  | Hoy somos más        |
| 2013       | "Alcancemos las estrellas" | Hoy somos más        |
| 2013       | "On Beat"                  | Hoy somos más        |
| 2013       | "Algo se Enciende"         | Hoy somos más        |
| 2013       | "Esto no puede terminar"   | Violetta en Vivo     |
| 2014       | "En Gira"                  | Gira Mi Canción      |
| 2014       | "Encender nuestra luz"     | Gira Mi Canción      |
| 2014       | "Aprendí a decir adiós"    | Gira Mi Canción      |
| 2014       | "A mi lado"                | Gira Mi Canción      |
| 2014       | "Friends till the end"     | Gira Mi Canción      |
| 2015       | "Crecimos juntos"          | Crecimos Juntos      |
| 2015       | "Es mi pasión"             | Crecimos Juntos      |
| 2015       | "Llámame"                  | Crecimos Juntos      |